# Minardi M01
El Minardi M01 fue el coche con el que el equipo Minardi de Fórmula 1 compitió en la temporada 1999 de Fórmula 1. Lo conducían el italiano Luca Badoer, que ya había pilotado para el equipo en 1995, y el español Marc Gené, y el francés Stéphane Sarrazin sustituyó a Badoer en el Gran Premio de Brasil.

## Desarrollo
El Minardi M01 fue desarrollado por Gustav Brunner, exmiembro de la Scuderia Ferrari, y el ingeniero jefe Gabriele Tredozi. El M01 tenía un diseño completamente nuevo y no presentaba piezas de ningún automóvil Minardi anterior. El M01 fue pionero en el uso de carcasas de transmisión de magnesio. El M01 utilizó un motor V10 de la serie Ford VJ, junto con componentes electrónicos de Magneti Marelli.
El M01 tuvo su primera prueba de shakedown en el circuito de Mugello, Italia, el 28 de enero de 1999. Luca Badoer estaba al volante, con el M01 luciendo una decoración de fibra de carbono.

## Historia de la carrera
El 9 de febrero de 1999 se presentó oficialmente el Minardi M01 en la sede del nuevo patrocinador Telefónica en España. Fue en este evento que se confirmó que Marc Gené tenía un asiento de carrera para la temporada. Gaston Mazzacane se unió al equipo antes del lanzamiento, sin embargo, a mediados de febrero se confirmó que el piloto de pruebas de Ferrari, Luca Badoer, correría junto a Gene en 1999. Mazzacane sería el piloto de pruebas del equipo en 1999. Las pruebas continuaron en febrero en Mugello, con Badoer registrando tiempos alrededor de 1 segundo más lento que el piloto de Ferrari Eddie Irvine.
La temporada empezó mal para el M01. Marc Gene se clasificó fuera de la regla del 107%, estableciendo un tiempo de clasificación de más de 6,5 segundos más lento que el poleman Mika Hakkinen. Sin embargo, se le permitió correr pero tanto él como Badoer se retirarían del Gran Premio. Después de la carrera, Luca Badoer se vio involucrado en un accidente mientras probaba el M01 en el circuito de Fiorano, que le dejó con una muñeca rota. No pudo competir en el Gran Premio de Brasil y fue reemplazado por el piloto de pruebas del equipo Prost Grand Prix, Stéphane Sarrazin. Este sería el único Gran Premio de Fórmula 1 de Sarrazin con Badoer regresando a su asiento de carrera para el Gran Premio de San Marino.
Ambos M01 terminarían el Gran Premio de San Marino, sin embargo, se produjeron dobles abandonos tanto en Mónaco como en España. Antes del Gran Premio de Canadá, los informes sugerían que Badoer sería reemplazado por el resto de la temporada con Shinji Nakano vinculado. Al final, esto no se materializó.
Las siguientes carreras fueron una mezcla de abandonos y finales lejanos para ambos pilotos. Sin embargo, el momento más significativo del M01 llegó en el Gran Premio de Europa. Con condiciones climáticas cambiantes, errores de estrategia y accidentes, incluido el grave de Pedro Diniz, habían abandonado el campo en una clasificación inusual. Luca Badoer parecía dispuesto a terminar en 4ª posición y sumar 3 valiosos puntos para el campeonato, pero a falta de 13 vueltas sufrió un abandono debido a un fallo en la transmisión. A pesar del retiro, su compañero novato Gene ascendió una posición y finalmente terminó en sexto lugar, anotando 1 punto para el equipo. Gene terminaría noveno en el Gran Premio de Malasia y se retiraría de la última ronda de la temporada. Mientras tanto, Badoer anotó cinco abandonos en los últimos cinco Grandes Premios.
El M01 vería a Minardi terminar en el décimo lugar en la clasificación del Campeonato de Constructores con 1 punto, igual que el Arrows Grand Prix. Sin embargo, debido al séptimo puesto de Toranosuke Takagi frente al octavo puesto de Badoer, Arrows se clasificaría por delante. Minardi superó al British American Racing, con una financiación significativamente mayor.
Tras el final de la temporada, Minardi utilizó el M01 para varias pruebas de pilotos en Jerez. Estos pilotos fueron Max Wilson, Norberto Fontana, Giorgio Vinella, Peter Sundberg y el futuro campeón mundial de Fórmula 1 Fernando Alonso.

## Livery
El M01 mantuvo su combinación de colores plateado y azul de la temporada anterior. El fichaje de Gené contó con la participación de la española Telefónica, que se sumó a Fondmetal como patrocinador principal.

## Resultados
(Clave) (negrita indica pole position) (cursiva indica vuelta rápida)

| Año     | Motor    | Neu. | N.º | Pilotos           | 1   | 2   | 3   | 4   | 5   | 6   | 7   | 8   | 9   | 10  | 11  | 12  | 13  | 14  | 15  | 16  | Puntos | Pos. |
| ------- | -------- | ---- | --- | ----------------- | --- | --- | --- | --- | --- | --- | --- | --- | --- | --- | --- | --- | --- | --- | --- | --- | ------ | ---- |
| 1999    | Ford V10 | B    |     |                   | AUS | BRA | SMR | MON | ESP | CAN | FRA | GBR | AUT | GER | HUN | BEL | ITA | EUR | MYS | JPN | 1      | 10.º |
| 1999    | Ford V10 | B    | 20  | Luca Badoer       | Ret |     | 8   | Ret | Ret | 10  | 10  | Ret | 13  | 10  | 14  | Ret | Ret | Ret | Ret | Ret | 1      | 10.º |
| 1999    | Ford V10 | B    | 20  | Stéphane Sarrazin |     | Ret |     |     |     |     |     |     |     |     |     |     |     |     |     |     | 1      | 10.º |
| 1999    | Ford V10 | B    | 21  | Marc Gené         | Ret | 9   | 9   | Ret | Ret | 8   | Ret | 15  | 11  | 9   | 17  | 16  | Ret | 6   | 9   | Ret | 1      | 10.º |
| Fuente: |          |      |     |                   |     |     |     |     |     |     |     |     |     |     |     |     |     |     |     |     |        |      |